# Hoplosaenidea abdominalis
Hoplosaenidea abdominalis es una especie de insecto coleóptero de la familia Chrysomelidae.
Fue descrita científicamente en 1884 por Jacoby.